# Saúdská Arábie na Letních olympijských hrách 2000
Saúdskou Arábii na Letních olympijských hrách v roce 2000 reprezentovala výprava 18 sportovců soutěžících v 5 sportech.

## Medailisté
| Medaile | Jméno           | Sport     | Soutěž                          |
| ------- | --------------- | --------- | ------------------------------- |
| Stříbro | Hadi Al Somayli | Atletika  | Muži 400 metrů překážek         |
| Bronz   | Chálid Al-'Aid  | Jezdectví | Parkurové skákání – jednotlivci |